# Jean-Louis Soye
Jean-Louis Soye, né le 10 février 1774 à Phalsbourg et mort le 16 juillet 1832 à Vaucouleurs, est un général de brigade du Premier Empire.

## Carrière militaire
Fils de Jean-Joseph Soye, sous-officier au régiment suisse de Sonnenberg, Jean-Louis Soye commence sa carrière le 6 janvier 1781, dans le régiment Royal-Liégeois. Le 6 janvier 1791, il est admis avec le grade de sergent dans la légion de Biron. Il est promu capitaine le 27 mars 1799, sur le champ de bataille, après avoir notamment reçu deux blessures graves. Il est breveté d'un sabre d'honneur par arrêté des consuls du 15 septembre 1802 et nommé officier de la Légion d'honneur le 14 juin 1804. Il reçoit les insignes des mains de Napoléon.
Le 1er mai 1806, il est placé aux chasseurs à pied de la Garde impériale. Il participe à la campagne de Pologne et se fait remarquer lors de la bataille d'Ostrolenka sous le commandement d'Oudinot, ce qui lui vaut d'être nommé major dans le 1er régiment d’infanterie de Joachim Murat, grand-duc de Berg, qu'il suit à Naples.
Le 1er août 1808, Jean-Louis Soye est promu colonel du 2e régiment du Grand-duché. Il est fait chevalier de l'ordre royal des Deux-Siciles le 24 janvier 1809. Il passe colonel du régiment de grenadiers de la Garde le 2 mars 1810, et il est créé baron Napolitain avec majorat de 25 085 ducats le 1er janvier 1811. Il est promu général de brigade le 2 mars 1812, au service de Naples. Le 15 janvier 1814, il refuse de suivre Joachim Murat et rentre en France, où il est remis en activité avec le grade de général de brigade à la suite de la jeune garde le 23 mars 1814.
Lors la Première Restauration, il est fait chevalier de Saint-Louis le 20 août 1814, et est mis en disponibilité le 1er septembre suivant. Confirmé dans son grade de maréchal de camp par le roi Louis XVIII le 6 septembre 1814, il prend sous les Cent-Jours le commandement d'une brigade sous les ordres du prince Jérôme Bonaparte. Il participe aux batailles des Quatre Bras et de Waterloo. Il est placé en non activité le 30 septembre 1815, et le 18 novembre 1818, il est nommé lieutenant de roi de 1re classe à Brest, puis à Valenciennes le 28 août 1820. Commandant de la place de Metz le 27 décembre 1826, il est remis en activité et maintenu dans son emploi le 22 mars 1831. Le 11 juin 1831, il reçoit la croix de commandeur de la Légion d'honneur, et il est nommé commandant du département de la Creuse le 22 mars 1832. Soye ne peut rejoindre son affectation, et il meurt du choléra le 16 juillet 1832.

## Vie privée
Il se marie à Naples le 1er décembre 1813 avec Louise Caroline Briot, avec laquelle il aura deux enfants.

## Distinctions
- Commandeur de la Légion d'honneur
- Chevalier de l'ordre royal et militaire de Saint-Louis